# Stabbarp
Stabbarp is een plaats in de gemeente Eslöv in Skåne, de zuidelijkste provincie van Zweden. De plaats heeft 69 inwoners (2000) en een oppervlakte van 7 hectare.